# Sefer HaTemunah
Sefer HaTemunah (hebräisch ספר התמונה ‚Buch der Figur‘) ist ein kabbalistischer Text aus dem 13.–14. Jahrhundert. Er wird in vielen Quellen zur Halacha, dem jüdischen Religionsgesetz, zitiert. Im Zentrum dieser kabbalistische Lehre stehen die kosmischen Zyklen (Schemitot (hebräisch שמיטות) und Yovel (hebräisch יוֹבֵל)) und den Welten, die periodisch erschaffen werden und in den Zustand des Chaos („Tohuwabohu“) zurückkehren. Diese Theorie wurde in der Abhandlung entwickelt und vermutlich Mitte des 14. Jahrhunderts von einem anonymen Autor im Gebiet des Byzantinischen Reiches verfasst. 

## Inhalt des Werkes
Das Sefer HaTemunah wurde anonym verfasst, wird aber pseudepigraphisch dem Autor Nechonja ben ha-Qana und Rabbi Jischmael zugeschrieben, Tannaim des 1. und 2. Jahrhunderts. Hebräischen Handschriften im Katalog der Vatikanischen Bibliothek zufolge wurde das Werk in den 1270er Jahren verfasst. Die erste noch erhaltene Ausgabe wurde 1784 in der polnischen Stadt Korzec veröffentlicht. Ägidius von Viterbo, ein Kardinal des 15. Jahrhunderts, wurde vom Sefer HaTemunah beeinflusst, wie aus seinen Schriften Shekhinah und Über die hebräischen Buchstaben hervorgeht.
Eines der Hauptkonzepte des Sefer HaTemunah ist die Verbindung des Schmitajahres (שנת שמיטה Schnat schmita) mit einzelnen Sephiroth und die Erschaffung von mehr als einer Welt. 
Der Autor des Sefer HaTemunah behauptete, dass Welten erschaffen und zerstört würden und untermauerte diese Theorie mit einem Zitat aus dem Midrasch: „Gott schuf Universen und zerstört sie.“  Der Talmud (Sanhedrin 97a) besagt: „Sechstausend Jahre soll die Welt bestehen, und ein [tausend, das siebte] Jahr soll sie verwüstet sein.“  Das Sefer HaTemunah behauptet, dass dieser 7000-Jahres-Zyklus einem Sabbatzyklus entspricht. Da es pro Jubiläum sieben solcher Zyklen gibt, schlussfolgert der Autor, dass die Welt 49.000 Jahre bestehen wird. 
Jedes Äon oder Zeitalter habe folglich seine eigene Tora. Die Menschheit, die gegenwärtig unter der Sephira „Geburah“ lebte, liest die Tora als eine Reihe von Verboten und Geboten. 
Laut Rabbi Aryeh Kaplan glaubte der Autor von Sefer HaTemunah, dass sich die Welt gegenwärtig im zweiten Sabbatzyklus befände, dass der Sephira „Geburah“ (hebräisch גְּבוּרָה ‚Strenge‘) entspräche und zwischen den Zyklen „Chesed“ (hebräisch חסד ‚Güte‘) und „Tiferet“ (hebräisch תפארת ‚Schmückung‘) läge. 
Sefer HaTemunah bietet eine Beschreibung des letzten Schmita, „Malkuth“ (hebräisch מלכות ‚Königreich‘), als „ausgesprochen utopisch“ im Charakter.

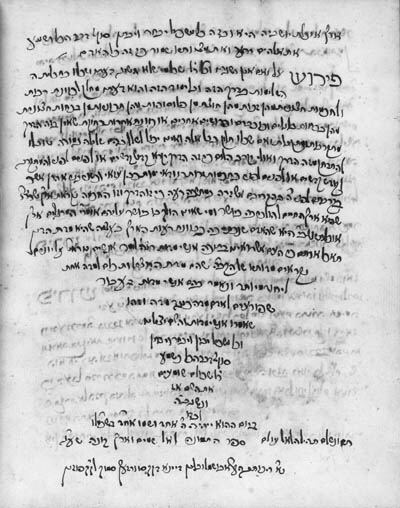
Sefer HaTemunah (pseudepigraphisches) kabbalistisches Werk, das Rabbi Jischmael zugeschrieben wird. Handschrift auf Papier, frühes 18. Jahrhundert

## Rezeptionsgeschichte
Diese relativistische Interpretation der Tora beeinflusste die messianische Bewegung des 17. Jahrhunderts in der Türkei, die als Schabbetianismus bekannt wurde.